# Richmond (Kentucky)
Richmond – miasto w Stanach Zjednoczonych, w stanie Kentucky, w hrabstwie Madison. W 2000 r. miasto to na powierzchni 49,9 km² zamieszkiwało 27 152 osób